# 潘永祥
潘永祥，OBE，LLD，JP（英語：Peter Poon Wing-cheung，1934年9月1日—），香港會計師，曾任香港會計師公會主席。1983年至1991年獲委任為香港立法局非官守議員。1976年獲委任為太平紳士。1983年獲MBE勳銜。1989年獲OBE勳銜。